# Laurie Baker

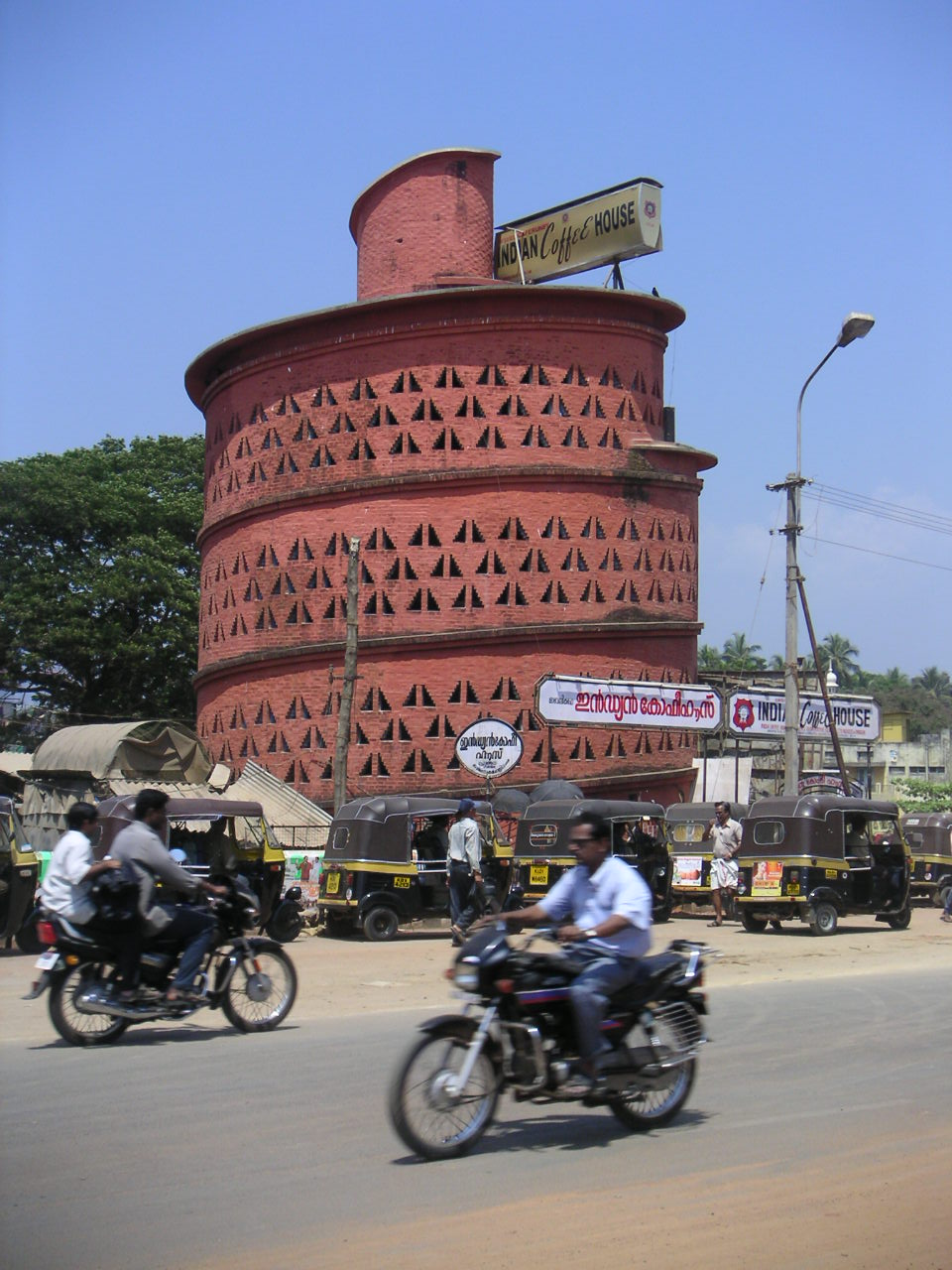
El restaurante Indian Coffee House en Thiruvananthapuram, diseñado por Laurie Baker.

 Wilfred Laurence "Laurie" Baker, (2 de marzo de 1917 - 1 de abril de 2007) fue un galardonado arquitecto de origen británico y nacionalizado indio, conocido por sus obras ejemplo de arquitectura orgánica y arquitectura sostenible, con iniciativas de bajo coste y alta eficiencia energética, así como por su utilización del espacio y su simple y alta sensibilidad estética. En el tiempo que hizo un nombre para sí mismo, tanto en arquitectura sostenible, así como en la arquitectura orgánica. 
Nació en 1917 en la ciudad de Birmingham, Inglaterra, en 1937 se graduó en Arquitectura en la Universidad de Brmingham. Durante la Segunda Guerra Mundial sirvió en the Friends Ambulance Unit en China y Burmaen. En 1945, marchó a la India como arquitecto de la World Leprosy Mission, organización dedicada al cuidado de los enfermos de lepra, desde entonces vivió y trabajó en la India durante más de 50 años. Obtuvo la ciudadanía india en 1989 y residía en Thiruvananthapuram (Trivandrum), Kerala, desde 1970, donde más tarde estableció una organización llamada COSTFORD (Centro de Ciencia y Tecnología para el Desarrollo Rural), para difundir la conciencia de viviendas de bajo costo. 
En 1990, el Gobierno de India le concedió con el Padma Shri en reconocimiento por su servicio meritorio en el campo de la arquitectura 

## Muerte
Baker murió a las 7:30 de la madrugada del 1 de abril de 2007, a los 90 años de edad. Hasta el final de sus días, había continuado trabajando en y alrededor de su hogar en Trivandrum, aunque las preocupaciones de la salud habían guardado su presencia física en sitios famosos a un mínimo. Sus diseños y escritos fueron hechos sobre todo en su hogar. Su acercamiento a la arquitectura ganó constantemente el aprecio como el sentimiento arquitectónico cruje hacia el excedente de lugar-fabricación que moderniza o stylizing. Como resultado de esta aceptación más extensa, sin embargo, el “estilo del panadero” casero está ganando el renombre, mucho a propio chagrin del panadero, puesto que él se sentía que el “estilo” que era commoditised es simplemente la manifestación inevitable de los imperativos culturales y económicos de la región en la cual él trabajó, no una solución que podría ser entero-paño aplicado a cualquier situación exterior. Arquitectura del panadero de Laurie centrada en la retención del carácter natural de un sitio, y construcción indígena económicamente importada, y la integración inconsútil de la cultura local que ha sido mismo inspirational
- Datos: Q1380014
- Multimedia: Laurie Baker / Q1380014